# ジャック (映画)
『ジャック』（原題：Jack）は、1996年にアメリカで公開されたフランシス・フォード・コッポラ監督のコメディ・ドラマ映画。
ロビン・ウィリアムズ演じるこの映画の主人公ジャック・パウエルは、通常の人間の4倍の速さで成長するという、ハッチンソン・ギルフォード・プロジェリア症候群に似た早老症の少年である。

## あらすじ
ハロウィンパーティの夜、陣痛に見舞われたカレン・パウエルは、夫のブライアンに付き添われて救急車で病院に担ぎ込まれる。彼女の出産自体は無事に済んだのだが、妊娠10週目にもかかわらず臨月。早く生まれた子供は、ある種の早老症と診断された。この症候群の患者は、通常の4倍の速さで成長してしまうのだ。この事実を知ったカレンとブライアンは、それでも子供を自分たちの手で育てようと決意し、その子にジャックという名を授けるのだった。
それから年月が経ち、10歳になったジャックの外見は、まるで40歳の成人男性のように成長していた。家族や家庭教師以外の人とは顔を合わせない彼のことは、近所の子供たちの間でも噂になっていた。そしてジャック本人は、自分も他の子供たちのように小学校に入学して、そこでたくさんの友人を作りたいと願うようになっていた。
最初はクラスメートから拒否されるが、リーダーのルイスにバスケットに誘われ大活躍し、校長に扮して母親に会い、雑誌『ペントハウス』を買ったり、ツリーハウスに泊まり、子どもたちと友達になる。「大人になったら何になる？」という作文の宿題に、ジャックは自分の命が他人より短いという運命を初めて自覚する。憧れのマルケス先生をダンスに誘うが、「生徒と先生は」と断られ、失神。診断では年をとる速度が加速しており、心臓に大きな負担になっているという。命のはかなさから塞ぎ込んだジャックに家庭教師は「君は夜空の流れ星だ。すぐに消えてしまうが、これほど美しいものはない」と語る。ジャックに会いたい子どもたちは交代で呼びかける。その声に押され、ジャックは登校を決意。
7年後、年老いた老人の姿に成長したジャックは卒業式の総代として壇上に立ち、「人間は楽しいことばかり覚えていて、将来を考えると不安になる。どうせ人生は儚い。悩んだ時は夜空を見上げてほしい。流れ星が輝いたら僕を思い出してくれ。君の人生を輝かせてくれ。僕のように。やったよ、ママ。僕は大人になれた」とスピーチ。
「ジアのために　“君が流れ星を見たら…”」

## キャスト
| 役名                           | 俳優                   | 日本語吹き替え | 日本語吹き替え |
| 役名                           | 俳優                   | ソフト版       | フジテレビ版   |
| ------------------------------ | ---------------------- | -------------- | -------------- |
| ジャック・チャールズ・パウエル | ロビン・ウィリアムズ   | 山寺宏一       | 江原正士       |
| カレン・パウエル               | ダイアン・レイン       | 佐々木優子     | 山像かおり     |
| ブライアン・パウエル           | ブライアン・カーウィン | 松本保典       | 大塚芳忠       |
| マルテス先生                   | ジェニファー・ロペス   | 日野由利加     | 渡辺美佐       |
| ローレンス・ウッドルフ         | ビル・コスビー         | 斎藤志郎       | 内海賢二       |
| ドロレス・デュランティ         | フラン・ドレシャー     | 塩田朋子       | 小宮和枝       |
| ルイス（ルイ）・デュランティ   | アダム・ゾロティン     | 木村良平       |                |
| エディ                         | トッド・ボスレー       |                |                |
| ジョン・ジョン                 | セス・スミス           |                |                |
| ジョージ                       | マリオ・ヤディディア   |                |                |
| ベンファンテ                   | アラン・リッチ         | 藤本譲         | 富田耕生       |
| ドクター・リン                 | キーオン・ヤング       | 稲葉実         | 塩屋浩三       |
| ポーリー                       | マイケル・マッキーン   | 稲葉実         |                |
| バーテンダー                   | ドン・ノヴェロ         |                |                |

- フジテレビ版 - 初放送2001年5月5日 『ゴールデン洋画劇場』